# گری برچ
گری برچ (انگلیسی: Gary Birch؛ زادهٔ ۸ اکتبر ۱۹۸۱) بازیکن فوتبال اهل بریتانیا است.
از باشگاه‌هایی که در آن بازی کرده‌ است می‌توان به باشگاه فوتبال هاکنال تاون، باشگاه فوتبال بارنزلی، باشگاه فوتبال اکستر سیتی، باشگاه فوتبال لینکولن سیتی، باشگاه فوتبال نانیتون تاون، باشگاه فوتبال کیدرمینستر هاریرس، باشگاه فوتبال تلفورد یونایتد، باشگاه فوتبال تاموورث، باشگاه فوتبال والسال و باشگاه فوتبال سولیهال مورس اشاره کرد.